# 유나이티드 파라마운트 네트워크
유나이티드 파라마운트 네트워크(United Paramount Network, UPN)는 미국에 11년 동안 계속 존재하면서 200개의 지역에서 방송 사업을 계속 하던 텔레비전 방송국이다. 당초 방송 사업의 지분은 비아콤 및 파라마운트 영화사와 크리스 크패프트 이더스트리(Chris-Craft Industries)의 것이었으나 후에 이 소유권은 CBS 코퍼레이션에게 양도되었다. 1995년 1월 16일 방송이 시작되어 2006년 9월 15일 The WB와 합병하여 The CW로 통합되어서 방송 종료되었다.

## 같이 보기
- The WB
- The CW